# Native advertising

Le native advertising, publicité native, publicité intégrée ou publicité caméléon, est un type de publicité, principalement en ligne, qui s'harmonise avec un contenu éditorial classique sur lequel elle apparaît. Souvent, elle se manifeste comme un article ou une vidéo produit par un annonceur avec l'intention spécifique de promouvoir un produit ou un message, tout en respectant la mise en forme et le style spécifiques du support. Le mot « natif » fait référence à cette cohérence de contenu, à contrario d'autres médias externes, telle la publicité apparaissant sous forme de bannière publicitaire.
Cette intégration et cette ressemblance avec les contenus éditoriaux permettent à la publicité native d'éviter le banner blindness et rendent plus difficile son blocage par un logiciel antipub. Néanmoins parce qu'elle  cherche à se confondre avec les contenus classiques du site support, voire à s'y fondre, elle soulève des questions éthiques, de transparence et de déontologie,.

## Origines
Le native advertising apparait fin 2012 aux États-Unis dans un contexte publicitaire en pleine mutation. D'une part de plus en plus d'agences media et d'annonceurs s'interrogent sur l'efficacité des formats classiques de publicité tels que les bannières, dont le taux de clic est passé d'environ 10 % en 2000 à moins de 1 % en 2014, d'autre part les études de banner blindness démontrent que les internautes ne voient plus les formats classiques de publicités situés à côté du contenu.
Il est de plus en plus difficile de générer de l'engagement grâce à la publicité sur internet, une majorité d'internautes rejette alors les formes classiques de publicité. Les réseaux sociaux comme Facebook ou Twitter n'utilisent pas de formats classiques de publicité, qu'ils jugent intrusifs, interruptifs, et inefficaces. Organisant leurs informations en flux, ils font le choix d'organiser leur publicité en flux également et d'intégrer le contenu de marque au cœur de leurs flux d'informations. Ce modèle économique met ainsi le contenu de marque au cœur du contenu éditorial et de l'expérience utilisateur, il bénéficie en outre de l'influence de la marque éditoriale.

## Transparence et déontologie
Le modèle économique reposant sur la publicité native soulève des questions quant à sa transparence, son éthique et sa déontologie. 
À la différence d'un article sponsorisé, la publicité native n'est normalement pas fournie par la marque, mais rédigée par la rédaction du site qui la diffuse. Les sites d'Infodivertissement tels que BuzzFeed, Melty, Topito, Koreus, Demotivateur, Minutebuzz et Konbini se financent principalement avec différentes méthodes dérivées du publirédactionnel, dont notamment le marketing de contenu et la publicité native,.
Pour illustrer la pratique de la publicité native l'humoriste John Oliver prend pour exemple Buzzfeed, et cite quelques articles du site comme celui qui propose « 9 façons de nettoyer plus intelligemment » sponsorisé par les lingettes Swiffer ou une autre qui énumère « 10 façons de rendre votre journée plus efficiente » sponsorisé par General Electric. Ainsi les produits vendus par les deux marques ne sont pas évoqués, le but étant d'associer une marque à des notions positives.